# Kasper Brzostowicz
Kasper Brzostowicz (ur. 7 stycznia 1852 w Stanach, zm. 3 czerwca 1924 tamże) – polski nauczyciel.

## Życiorys
Urodził się 7 stycznia 1852 w Stanach jako syn Tomasza (właściciel realności tamże) i Zofii z domu Zielińskiej. Był wyznania rzymskokatolickiego. Został absolwentem studiów na kierunku matematycznym. Podjął pracę nauczyciela od 31 października 1884. Egzamin zawodowy złożył 1 lipca 1884. Reskryptem z 14 października 1884 C. K. Wysokiego Prezydium Rady Szkolnej Krajowej jako egzaminowany kandydat stanu nauczycielskiego został mianowany nauczycielem w C. K. Gimnazjum Męskim w Sanoku. W sanockim gimnazjum uczył matematyki, języka polskiego, fizyki, geografii, propedeutyki, był zawiadowcą biblioteki. W sprawozdaniach szkolnych sanockiego gimnazjum publikował artykuły dotyczące swojej dziedziny nauczania. W 1903 podręcznik jego autorstwa Początki arytmetyki i algebry dla klas niższych został zaliczony przez C. K. Radę Szkolną Krajową do grona książek w szkołach z językiem polskim wykładowym.
Reskryptem C. K. Ministra Wyznań i Oświecenia z 24 czerwca 1891 jako zastępca nauczyciela został przeniesiony z Sanoka do C. K. Gimnazjum w Jaśle i mianowany nauczycielem rzeczywistym. Reskryptem C. K. Rady Szkolnej Krajowej z 30 sierpnia 1900 jako c. k. profesor gimnazjum w Jaśle otrzymał poruczenie do prowizorycznego kierownictwa C. K. Szkoły Realnej w Krośnie z dniem 1 września 1900. W szkole początkowo uczył języka polskiego, historii kraju rodzinnego, matematyki, historii naturalnej, później geometrii, rysunku geometrycznego, języka francuskiego, od 1914 wyłącznie matematyki. Od 24 kwietnia 1902 sprawował stanowisko dyrektora tej szkoły. Od 1907 był wydawcą corocznych sprawozdań z działalności szkoły.
Jednocześnie był członkiem C. K. Rady Szkolnej Okręgowej w Krośnie. Pełnił funkcję zastępcy dyrektora Komisji Egzaminacyjnej na Nauczycieli Szkół Ludowych Pospolitych. 29 września 1904 został mianowany delegatem C. K. Rady Szkolnej Krajowej do wydziału Uzupełniającej Szkoły Przemysłowej w Krośnie, a 12 grudnia 1908 został wybrany skarbnikiem i zastępcą przewodniczącego tego gremium. Po odzyskaniu przez Polskę niepodległości na początku istnienia II Rzeczypospolitej był jednym z inicjatorów nadania imienia szkole patrona Mikołaja Kopernika, wskutek od 1 września 1921 czego placówka nosiła nazwę Państwowe Gimnazjum im. Mikołaja Kopernika w Krośnie. Był także współorganizatorem i kierownikiem Prywatnego Seminarium Żeńskiego w Krośnie od roku szkolnego 1906/1907 do roku szkolnego 1922/1923. Odszedł na emeryturę z dniem 15 października 1923.
Działał społecznie. Był członkiem i działaczem Towarzystwa Nauczycieli Szkół Wyższych we Lwowie, 17 listopada 1894 został wybrany na członka wydziału oraz skarbnikiem w Jaśle na rok 1895 koła jasielsko-sanockiego TNSW z siedzibą w Sanoku, z zastępstwem w Sanoku. Pełnił funkcje przewodniczącego Komisji Egzaminacyjnej dla czeladników, zastępcy przewodniczącego Komisji Egzaminacyjnej dla nauczycieli szkół ludowych, zastępcy przewodniczącego Rady Nadzorczej Towarzystwa Zaliczkowego, zastępcy przewodniczącego Kasy Oszczędności miasta Krosna, przewodniczącego Kółka Rolniczego. w 1908 był członkiem zarządu powiatowego Kółek Rolniczych w Krośnie. Sprawował mandat radnego rady miejskiej Krosna. Pod koniec 1904 został członkiem wydziału Towarzystwa Spożywczego w Krośnie.

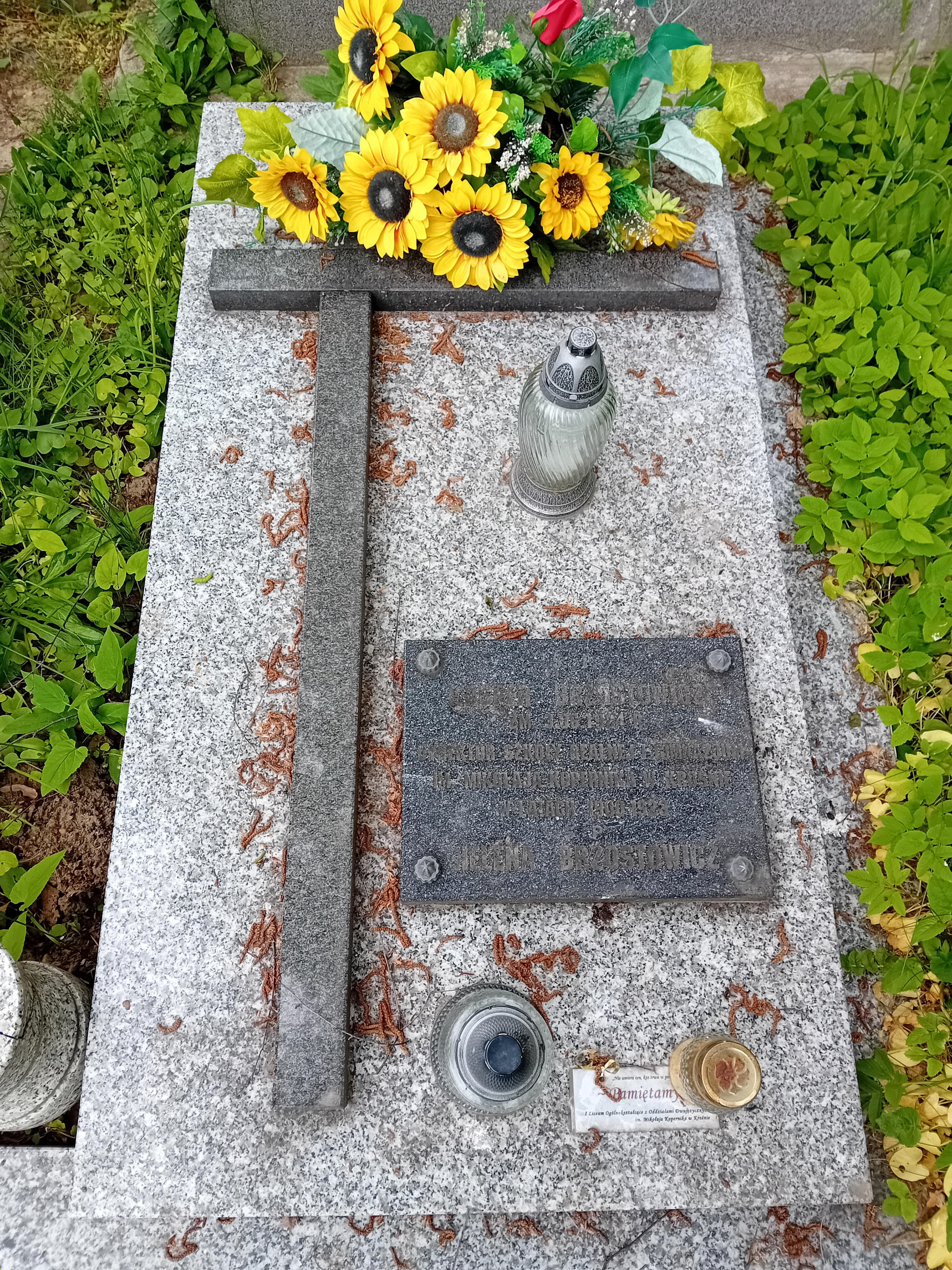
Grobowiec Heleny i Kaspra Brzostowiczów w Krośnie

W dniu 27 października 1888 w Sanoku poślubił Helenę Józefę (ur. 1865), córkę Jerzego i Józefy Drozdów i zarazem siostrzenicę Kornela Heinricha. Miał dzieci: Kazimierza Jerzego (ur. 1889), Zofię Józefę (ur. 1891). Zmarł 3 czerwca 1924 w Stanach. Został pochowany na Cmentarzu Komunalnym w Krośnie.

## Publikacje
- Pedagogika i dydaktyka ze względu na ich zadania i środki (1885)[24]
- Metody i przyrządy służące do wykazania i mierzenia prądów indukowanych (1888)[25]
- Prawa indukcji (1890)[26]
- O prądach indukowanych (1891)[27]
- Początki arytmetyki i algebry dla niższych klas szkół średnich (1896, 1900, 1903, wyd. 1, 2, 3, Sanok, nakł. druk. K. Pollaka)[28]

## Odznaczenia
austro-węgierskie
- Brązowy Medal Jubileuszowy Pamiątkowy dla Sił Zbrojnych i Żandarmerii[12].
- Medal Jubileuszowy Pamiątkowy dla Cywilnych Funkcjonariuszów Państwowych[12].
- Krzyż Jubileuszowy dla Cywilnych Funkcjonariuszów Państwowych[12].